# Nordslavmyra
Nordslavmyra (Formica lemani) är en myrart som beskrevs av Jean Bondroit 1917. Nordslavmyra ingår i släktet Formica och familjen myror. Arten är reproducerande i Sverige. Inga underarter finns listade i Catalogue of Life.